# Melinda (chi nhặng)
Melinda là một chi ruồi trong họ Calliphoridae. Đây là loài ký sinh trùng ăn bám con ốc Helicella virgata, Goniodiseus rotundata, còn Melinda itoi là loài ký sinh của ốc Acusta despecta sieboldiana.
Loài này là Oriental và Australian nhưng có thể tìm thấy khắp các vùng nhiệt đới Cựu Thế giới và vài khu vực miền Cổ bắc như Bắc Mỹ, châu Âu, Trung Quốc và Nhật Bản. Nó được tìm thấy ở Fiji và quần đảo Samoa.

## Các loài
- Melinda abdominalis (Malloch, 1931)[1]
- Melinda apicihamata
- Melinda aterifemora
- Melinda auriceps (Malloch, 1931)[1]
- Melinda azurea
- Melinda bengalensis
- Melinda bisetosa (Bezzi, 1927)[1]
- Melinda blaesostyla
- Melinda brachyphalla
- Melinda chamaensis
- Melinda chandigarhensis
- Melinda chuanbeiensis
- Melinda coelestis
- Melinda cognata Meigen, 1910
- Melinda crinitarsis (Villeneuve, 1927)[1]
- Melinda dasysternita
- Melinda dubia (Malloch, 1931)[1]
- Melinda elegans Kurahashi, 1970[1]
- Melinda emeishanensis
- Melinda falciloba
- Melinda flavibasis (Malloch, 1931)[1]
- Melinda flavipennis
- Melinda gentilis Robineau-Desvoidy, 1830[2][3]
- Melinda gibbosa
- Melinda gonggashanensis
- Melinda grisea
- Melinda hunanensis
- Melinda indica
- Melinda io Kurahashi, 1965[2]
- Melinda itoi
- Melinda kangdingensis
- Melinda kocki
- Melinda maai Kurahashi, 1970[1]
- Melinda malaisei Kurahashi, 1970[1]
- Melinda mindanaoa
- Melinda mingshanna
- Melinda nepalica
- Melinda nigra
- Melinda nigrella
- Melinda nigricans (Villeneuve, 1927)[1]
- Melinda nigripalpis
- Melinda nitidapex
- Melinda nuortevae Kurahashi, 1970[1]
- Melinda okazakii
- Melinda pavida
- Melinda ponti Kurahashi, 1970[1]
- Melinda pusilla (Villeneuve, 1927)[1]
- Melinda pygialis
- Melinda ruficornis
- Melinda scutellata (Sen.-White, 1923)[1]
- Melinda septentrionis
- Melinda soror
- Melinda sugiyami
- Melinda sumatrana
- Melinda tribulis
- Melinda tsukamotoi
- Melinda vanemdeni Kurahashi, 1970[1]
- Melinda viridicyanea (Robineau-Desvoidy, 1830)[3]
- Melinda xiphophora (Bezzi, 1927)[1]
- Melinda yunnanensis

Danh sách này không đầy đủ, bạn cũng có thể giúp mở rộng danh sách.